# Joschija (Tannait)
R. Joschija (auch: Josia, Joschijja) war ein jüdischer Gelehrter des Altertums, wird zu den Tannaiten der dritten Generation gezählt und wirkte um die Mitte des zweiten nachchristlichen Jahrhunderts.
Er war einer der bedeutendsten Schüler Jischmaels, Studienkollege R. Jonatans und stammte vielleicht aus Chutsal (Huzal) und ließ sich nach dem Bar-Kochba-Aufstand in Babylonien nieder (keine Erwähnung in der Mischna, nur in Mek und Sifre).